# Savigny-sous-Faye
Savigny-sous-Faye település Franciaországban, Vienne megyében. Lakosainak száma 377 fő (2022. január 1.). Savigny-sous-Faye Berthegon, Cernay, Doussay, Orches, Saint-Genest-d’Ambière és Saires községekkel határos.

## Népesség
A település népessége az elmúlt években az alábbi módon változott:
| Lakosok száma | 368  | 380  | 387  | 383  | 377  | 373  | 369  | 375  | 377  |
|               | 2013 | 2015 | 2016 | 2017 | 2018 | 2019 | 2020 | 2021 | 2022 |